# Фандербајпарк
Фандербајпарк (афр. Vanderbijlpark) је град у Јужноафричкој Републици у покрајини Гаутенг. По подацима из 2010. године у граду је живело 220.259 становника. 